# Hector Zazou

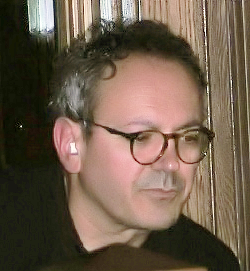
Zazou in 2006

Hector Zazou (11 juli 1948 – 8 september 2008) was een vernieuwend Frans componist en muziekproducent die sinds 1976 met een schare internationale artiesten heeft samengewerkt.

## Biografie
Hector Zazou kwam voor het eerst in de aandacht als lid van het duo ZNR met Joseph Racaille waarop beiden keyboards speelden. Hun debuutalbum Barricades 3 was sterk beïnvloed door Satie. De muziek was gestript tot het strikt essentiële.
Zazou werkte langdurig samen met onder anderen trompettist Christian Lechevretel, gitarist Lone Kent, celliste en zangeres Caroline Lavelle en klarinettist Renaud Pion. Ook werkte hij vaak samen met de Japanse artiest Ryuichi Sakamoto.
Zijn verzameld werk toont een grote belangstelling voor het samenbrengen van verschillende culturen en hij gebruikte een mix van moderne technieken en meer traditioneel materiaal.
Het vernieuwende album Noir Et Blanc uit 1983 (een samenwerking met de Congolese zanger Bony Bikaye) betekende zijn internationale doorbraak en wordt beschouwd als een van de eerste geslaagde experimenten in het samenbrengen van Afrikaanse en elektronische muziek.
In 1986 bracht hij het album Reivax au Bongo uit waarin hij experimenteerde in het samenbrengen van klassieke zang met elektronische achtergronden. Op het album Géologies uit 1989 mixte hij elektronica dan weer met een strijkkwartet.
De platen die hij vanaf de jaren negentig uitbracht waren meestal  conceptalbums die gebaseerd zijn op literaire bronnen en/of traditionele volksmuziek en bevinden zich in de grenszone tussen pop, folk, wereldmuziek, avant-garde en klassieke muziek.
Zo bevatte Zazou's album Sahara Blue uit 1992 op muziek gezette gedichten van Arthur Rimbaud ter ere van de honderdste verjaardag van diens overlijden. Tot de gastbijdragen behoorden onder andere een spokenword-optreden door Gérard Depardieu en Dominique Dalcan en muziek van Dead Can Dance en David Sylvian. Hij bewerkte op deze plaat ook een traditioneel nummer uit Ethiopië.
In 1994 volgde het album Chansons des mers froides dat was gebaseerd op de traditionele volksliederen uit het hoge noorden zoals Canada, Finland, IJsland en Japan. Het bevatte vocale bijdragen van pop- en rockzangers zoals Björk, Suzanne Vega, John Cale, Värttinä, Jane Siberry en Siouxsie Sioux. Daarenboven waren er traditionele sjamanistische gezangen van Wimme Saari uit Lapland en van Siberische volksstammen als de Ainu, Nanai, Inuit en de Jakoeten. De single "The Long Voyage", waaraan John Cale en Suzanne Vega meewerkten, was de enige eigen compositie op het album. Zazou schreef dit nummer uit dank voor zijn platenmaatschappij Sony omdat ze hem volledige artistieke vrijheid gaven.
In 1997 verscheen het album Made on Earth dat hij met zangeres/gitariste Barbara Gogan (ex-The Passions) maakte.
Lights in the Dark uit 1998 bevat oude Keltische muziek gezongen door mensen uit Ierland.
Zazou's samenwerking met Sandy Dillon uit 2000, die resulteerde in het album 12 (Las Vegas is Cursed), wordt als een van de zwakste stukken uit zijn discografie beschouwd. Desondanks noemde Zazou zelf het instrumentale nummer "Sombre" als een van zijn sterkste nummers.
In 2003 werd het album Strong Currents uitgebracht. De plaat bevatte enkel vrouwelijke vocals, onder andere van Laurie Anderson, Melanie Gabriel, Lori Carson, Lisa Germano, Irene Grandi, Jane Birkin, en Caroline Lavelle.
Zazou verzorgde de elektronische bijdragen voor het combo Slow Music. De line-up bestond verder uit Robert Fripp en Peter Buck op gitaar, Fred Chalenor op bas, Matt Chamberlain op drums en Bill Rieflin als keyboardspeler en percussionist. In dezelfde periode maakte hij ook de soundtrack voor de film La Passion de Jeanne d’Arc en een multimediale samenwerking die in 2006 op CD werd uitgebracht onder de titel Quadri+Chromies.
In januari 2008 verscheen zijn Corps électriques. Het laatste album waaraan hij werkte was In The House Of Mirrors waarin hij de klassieke Aziatische muziek bewerkte met een knipoog naar de jaren zeventig muziek van Terry Riley en Fripp & Eno. De opnames vonden plaats in Mumbai en de plaat bevat bijdragen van vier muzikanten uit Indië en Oezbekistan. Het werd enkele weken na zijn dood uitgebracht.

## Discografie

### Albums
- 1976 ZNR Barricades 3
- 1978 ZNR Traité de Mécanique Populaire
- 1979 La Perversita
- 1983 Zazou/Bikaye/CYI Noir & Blanc
- 1985 Zazou/Bikaye Mr. Manager
- 1985 Géographies
- 1986 Reivax au Bongo
- 1988 Zazou/Bikaye Guilty!
- 1989 Geologies
- 1989 Géographies/13 proverbes Africains
- 1990 Zazou/Bikaye/CYI Noir & Blanc (with extra tracks)
- 1991 Hector Zazou & Les Nouvelles Polyphonies Corses Les Nouvelles Polyphonies Corses
- 1992 Sahara Blue
- 1992 Various artists Nunc Musics
- 1994 Sainkho Out of Tuva
- 1994 Various artists Sonora 4'94
- 1994 Chansons des mers froides (Songs from the Cold Seas)
- 1995 Harold Budd/Hector Zazou Glyph
- 1997 Barbara Gogan Made on Earth
- 1998 Lights in the Dark
- 1998 Mimi Goese Soak (four tracks produced by Zazou)
- 1999 Carlos Nuñez Os Amores Libros
- 1999 Laurence Revey Le Creux Des Fees
- 2000 Sandy Dillon & Hector Zazou 12 (Las Vegas is Cursed)
- 2000 Bigazzi/Chianura/Henson Drop 6—The Wolf and the Moon
- 2000 Various artists Drop 5.1
- 2001 Anne Grete Preus Alfabet
- 2002 PGR Per Grazia Ricevuta
- 2003 Sevara Nazarkhan Yol Bolsin
- 2003 Strong Currents
- 2004 L'absence
- 2006 Hector Zazou and Bernard Caillaud Quadri(+)Chromies
- 2008 Corps électriques
- 2008 Hector Zazou & Swara In The House Of Mirrors

### Singles
- 1983 Hector Zazou/Papa Wemba Malimba (12" single)
- 1984 Zazou/Bikaye/CYI M'Pasi Ya M'Pamba (12" single)
- 1985 Zazou/Bikaye Mr. Manager (7" and 12" singles)
- 1988 Zazou/Bikaye Guilty!/Na Kenda (12" single)
- 1990 Zazou/Bikaye Get Back (12" single)
- 1992 "I'll Strangle You" featuring Anneli Drecker en Gérard Depardieu
- 1995 "The Long Voyage" featuring John Cale en Suzanne Vega